# فرودگاه توک جانکشن
فرودگاه توک جانکشن (به انگلیسی: Tok Junction Airport) یک فرودگاه همگانی باربری است که یک باند فرود آسفالت به طول  ۷۶۵ متر دارد. این فرودگاه در کشور ایالات متحده آمریکا قرار دارد و در ارتفاع ۵۰۰ متری از سطح دریا واقع شده است.